# David McHugh
David Joseph McHugh (* 29. Mai 1941 in Brooklyn, New York City) ist ein US-amerikanischer Komponist.

## Leben
David Joseph McHugh wuchs in Brooklyn, New York City auf. Nachdem er seinen Bachelor in Klavier an der State University of New York at Fredonia erhielt, graduierte er mit einem Master in Komposition an der Queens College, City University of New York. Während seiner Zeit an der Fredonia gewann er zwei Jahre in Folge den MENC composition contest. Noch bevor er die Graduiertenschule bei George Perle, Henry Weinberg und Leo Kraft anfing, diente er zwei Jahre lang bei der United States Army. Anschließend lebte er ab 1972 in Woodstock, komponierte und schrieb Musik, mit der er auf Tour ging. Er lehrte an der „University of North Carolina School of the Arts“, bevor er 2011 zum Columbia College Chicago wechselte.
Nachdem McHugh bereits für mehrere Theaterproduktionen, Werbespots und Fernsehtrailer komponierte, war es 1981 die Komödie Nobody’s Perfekt, für die er erstmals eine Filmmusik komponierte. Von 1981 bis 1995 lebte er in Los Angeles, wo er für Filme wie Moskau in New York, Das Traum-Team und Die Erbschleicher komponierte. Anschließend zog er mit seiner Frau und seinen drei Kindern nach North Carolina, wo er ein Master-Programm für Komposition übernahm. 2011 wechselte er in gleicher Funktion zum Columbia College Chicago.

## Filmografie (Auswahl)
- 1981: Nobody’s Perfekt
- 1984: Moskau in New York (Moscow on the Hudson)
- 1988: Pizza Pizza – Ein Stück vom Himmel (Mystic Pizza)
- 1989: Das Bankentrio (Three Fugitives)
- 1989: Das Traum-Team (The Dream Team)
- 1990: Blutiger Schwur (Blood Oath)
- 1990: Die Erbschleicher (Daddy’s Dyin’... Who’s Got the Will?)
- 1991: Der Unwiderstehliche (Chance of a Lifetime)
- 1991: Dillinger – Staatsfeind Nr. 1 (Dillinger)
- 1991: Mannequin 2 – Der Zauber geht weiter (Mannequin: On the Move)
- 1991: Wie ein Stachel im Fleisch (Lonely Hearts)
- 1992: Mut zur Freiheit (Over the Hill)
- 1992: Vergewaltigt: Eine Stadt unter Anklage (Shame)
- 1993: Todeskampf auf hoher See (Desperate Journey: The Allison Wilcox Story)
- 1994: Der Retorten-Killer (Natural Selection)
- 1994: Feucht (Wet)
- 1994: Pretty Contessa – Falsche Prinzessin sucht wahre Liebe (The Counterfeit Contessa)
- 1994: Und Freiheit für alle (A Passion for Justice: The Hazel Brannon Smith Story)
- 1995: Tödlicher Flirt (Trade-Off)
- 1997: Das Leben geht weiter (Changing Habits)